# Heliocentrisk världsbild

Geocentrism (ovan) och heliocentrism (nedan)

Den heliocentriska världsbilden är en beskrivning av solsystemet, där solen (på grekiska helios) ligger i centrum med alla planeterna rörande sig i banor runt om. En sådan heliocentrism är dock en tämligen modern företeelse, som inom astronomin tidigare skymtat fram då och då utan att vinna allmänt gillande, innan den fick sitt genomslag på 1500-talet och 1600-talet.

## Historik
Tidiga förespråkare i kronologisk ordning för en sådan världsbild var Yajnavalkya från Mithila, Herakleides från Pontos, Aristarchos från Samos, Martianus Capella, Aryabhata, Bhaskara, Nicolaus Copernicus, Giordano Bruno och Galileo Galilei. Dessa omfattar ett tidsspann på runt 2000 år och det har inte varit någon fortlöpande process. I västerlandet började det röra på sig när försokratikern Filolaos väckte tanken på en centraleld. Nästa steg mot Aristarchos’ hypotes gick via Herakleides' grepp att låta Merkurius och Venus kretsa kring solen. Aristarchos blev antagligen den förste som beskrev en heliocentrisk världsbild. 
Aristarchos drabbades av ett problem som skulle gå igenom hela filosofihistorien - spänningen mellan konservatism och revolution, mellan vad man anser sig veta säkert och vad man inte kan veta - där den mest seriösa diskussionen inom modern vetenskapsteori har förts av Thomas Kuhn, Karl Popper, Imre Lakatos, Paul Feyerabend och senast även av svenske filosofen Sören Halldén. Aristarchos idé placerades i bakgrunden för att den ledde bort från det huvudstråk, som då hade stakats ut av de skolbildande giganterna inom filosofin: Platon och Aristoteles. Arkimedes tog dock till sig Aristarchos teori av matematiska skäl, när han skrev sitt verk Archimedis Syracusani Arenarius & Dimensio Circuli ("Sandräknaren"). På så vis kom den heliocentriska världsbilden att överleva och åter aktualiseras genom Nicolaus Cusanus.

## Begynnande gehör
Den teori som slutligen vann allmänt gehör lades fram år 1543 av Nicolaus Copernicus i boken "De revolutionibus orbium coelestium". Denne nämner själv Martianus Capellas 8:e bok (cirka 420) som sin inspirationskälla. Han vågade dock inte berätta om sina teorier och beräkningar på grund av den katolska kyrkan, som förespråkade den geocentriska världsbilden. Han gav ut en bok, men den publicerades först efter hans död. Det var inte förrän under 1600-talet, som Galileo Galilei och Johannes Kepler bevisade att den heliocentriska världsbilden var bättre än den geocentriska.

### Fotnoter
1. ↑  Bengt Jonsson (3 februari 2003). ”Sikta mot stjärnorna”. Populär historia. http://www.popularhistoria.se/artiklar/sikta-mot-stjarnorna/. Läst 4 juni 2016.